# Élections locales écossaises de 2007 à North Lanarkshire
Pour un article plus général, voir Élections locales écossaises de 2007.

Les élections locales écossaises de 2007 à North Lanarkshire se sont tenues le 3 mai 2007.

## Composition du conseil
Majorité absolue : 36 sièges
| Parti                                                | Sièges  |
| ---------------------------------------------------- | ------- |
| Travailliste                                         | 40 / 70 |
| SNP                                                  | 23 / 70 |
| Indépendant                                          | 4 / 70  |
| Conservateur                                         | 1 / 18  |
| Libéraux-démocrates                                  | 1 / 18  |
| Alliance indépendante des conseillers de Cumbernauld | 1 / 70  |